# Alto franconio
El alto franconio es un conjunto de variedades de alto alemán que se divide en dos bloques dialectales: el franconio oriental y el franconio meridional. Tradicionalmente fue clasificado como parte de las lenguas franconias, y se habla en la parte franconia del Rin.
Se habla en Alemania, alrededor de Karlsruhe, Erlangen, Fürth, Heilbronn y Wurzburgo y en una pequeña región en Francia. Existe discusión sobre si la zona Núremberg pertenecería la región altofraconia. Algunos apellidos de la región altofranconia incluyen Bauer, Hofmann, Merkel, Paulus, Schmidt y Schneider.
El dominio lingüístico del alto franconio es una zona de transción entre el alto alemán superior y el alto alemán central y existen varios rasgos que aparecen en yidis. A veces se considera parte del alto alemán central o se considera fuera de los grupos superior y central del alto alemán.